# ½ guldena gdańskiego 1932
½ guldena gdańskiego 1932 – moneta półguldenowa, wprowadzona do obiegu 12 grudnia 1932 r.  rozporządzeniem Senatu Wolnego Miasta Gdańska z 18 grudnia 1931 r. Była w obiegu do 25 czerwca 1940 r.

## Awers
Na tej stronie umieszczono herb Gdańska, a nad nim otokowo napis „Freie Stadt Danzig” (pol.: Wolne Miasto Gdańsk).

## Rewers
Na tej stronie umieszczono duży nominał ½, pod nim napis „Gulden”, poniżej rok 1932.

## Nakład
Monetę bito w mennicy w Berlinie, w niklu, na krążku o średnicy 19,5 mm, masie 3 gramy, z rantem ząbkowanym. Autorem projektu był E.Volmar. Nakład monety wyniósł 1 400 000 sztuk.

## Opis
Moneta zastąpiła w obiegu srebrną półguldenówkę gdańską wzoru 1923.